# Preston Burpo
Preston Burpo, né le 26 septembre 1972 à Bethesda dans le Maryland, est un joueur américain de soccer ayant joué au poste de gardien de but avant de se convertir en entraineur des gardiens.

## Biographie
Le 3 octobre 2011, il est présenté en tant que nouvel entraineur des gardiens de l'Impact de Montréal pour la première saison du club en MLS.